# 아테나: 전쟁의 여신
《아테나 : 전쟁의 여신》(ATHENA : Goddess of War)은 2010년 12월 13일부터 2011년 2월 21일까지 SBS TV에서 20부작 대기획으로 방송된 월화드라마이며, 《아이리스》 시리즈의 스핀오프 드라마이다.

## 줄거리
국제 석유시장의 고유가로 인한 대체 에너지로 개발중인 신형 원자로를 둘러싼 첩보원들과 국제 테러리스트들의 대결이 그려졌다.

## 등장 인물
※ (†) 표시는 드라마 상으로 사망한 인물입니다.

### 주요 인물
- 정우성 : 이정우 역 - 국가대테러정보원 현장파트 특수요원

어린 시절부터 꿈꾸던 첩보요원이 되기 위해 국정원에 입사하여 탁월한 작전 처리 능력을 인정 받아 NTS 특수요원으로 차출된 인물로, NTS 내 최고의 요원이다. 타고난 시뮬레이션 능력으로 남들보다 한발 앞서 상황을 예측하며 사건을 처리할 수 있다. 자신의 능력을 누구보다 잘 알기에 그 어떤 사건도 여유롭게 대처해내지만, 세계를 무대로 펼쳐지는 거대한 테러 사건들을 마주하게 되자 자신의 모든 것을 걸고 작전에 임한다. 그리고 그와 함께 자신이 결코 시뮬레이션할 수 없는 운명적인 사랑이 다가오고 있음을 직감하게 된다.
- 수애 : 윤혜인 역 - 아테나 조직원

국가대테러정보원(NTS)에 투입된 이중 간첩이다. 본명은 유진으로 알려져 있다. 과거 유년기 시절 미국 로스앤젤레스에서 부모와 함께 살았지만 10살이 되던 해에 일어났던 로스앤젤레스 폭동 사건으로 부모 모두를 잃었고, 이후 손혁이 혜인을 구해줘 손혁과 함께 하와이에서 지내게 된다. 우수한 성적으로 국가정보원에 입사하여 현장 요원이 아닌 안보전시장에 배치되어 안내원으로 활동하고 있었지만, 이탈리아에서 대통령 딸의 구출 작전에 투입되어 자신의 신분이 노출되자 국가정보원 안보전시장 안내원직을 그만두고 이탈리아 작전에서의 능력을 인정 받아 NTS로 합류한다. 비밀스러운 지시를 내리는 손혁과 자신을 향한 감정을 숨김 없이 드러내는 이정우와의 사이에서 생애 처음으로 감정의 흔들림을 느끼고, 그 후 아테나라는 사실이 밝혀지지만 NTS의 아테나 관련 수사에 협조하기로 한다. 이후 아테나의 NTS 재습격 테러로 총상을 입고 손혁을 사살하게 된다. 기수의 도움으로 뉴질랜드 오클랜드로 떠난다. 그리고 1년 후 뉴질랜드 오클랜드로 찾아온 정우와 재회한다.
- 차승원 : 손혁 역 - 아테나 수장

미국 국가정보국(DIS)의 동아시아 지부장이자 국제테러조직 아테나의 수장이다. 과거에 중앙정보국(CIA)에서 자신의 능력을 인정받을 정도로 탁월한 능력을 가져 젊은 나이와 동양인임에도 불구하고 조직 최고의 자리인 미국 국가정보국의 동아시아 지부장 자리까지 올랐다. 엄청난 정보력과 사건 해결 능력을 신뢰한 국가대테러정보원(NTS)는 이탈리아에서 펼쳐진 대통령 딸의 구출 작전에 지휘자로 그를 임명하고 그곳에서 NTS 요원들과 운명적인 만남을 갖게 된다. 하지만 아무도 그가 세계의 권력 구조를 재편할 거대한 음모의 실체인 아테나의 심장부를 책임지고 있는 장본인이라는 것을 모른다. 혜인만이 그를 알 수 없는 복잡한 눈빛으로 바라볼 뿐이다. 이전에 김명국 박사 문제로 NTS 국장인 권용관과 마주했던 적이 있었으며 이후 그와 악연을 맺고 있다. 대한민국과 미국 양국에 이적 행위를 하다가 자신이 아테나라는 사실이 발각되면서 모든 것을 잃는다. 인천대교 대통령 암살 테러와 NTS 점거 자살 폭탄 테러 등 수차례의 테러를 시도했으나 실패하며 서울역에서 폭발물을 터트려 수많은 인명을 학살한다. 이 계기로 아테나 지도부가 보낸 필립이 자신을 감금하자 그를 살해하고 아테나에 등을 돌린 채 독자적으로 행동한다. 손혁 일당은 신형 원자로에서 미사일 테러를 시도했으나 또 다시 실패하고 손혁은 남은 일당들을 이끌고 NTS를 재습격 하여 마지막 테러를 감행, 정우와 총격전과 육탄전을 벌이다 결국 혜인에 의해 사살된다.(†)
- 이지아 : 한재희 역 - 국가대테러정보원(NTS) 유럽지부 특수요원

여자임에도 불구하고 탁월한 능력을 인정받아 NTS의 에이스로 꼽히는 유능한 요원이다. 2회에서 러시아 마피아 조직의 보스인 샤샤를 추적 하던 도중 옛 연인인 정우와 우연히 추격 현장에서 만난다. 이후 샤샤와 결투를 벌이던 중 죽을 위기를 맞았지만 정우의 도움으로 목숨을 구할 수 있었으며, 샤샤 사건 이후로 재희는 국정원에서 NTS로 발령 된다. 정우와는 이전에 국정원 동기로 한때 사귀었지만 아버지인 한정필 청와대 정책실장의 반대로 인해 결국 헤어진 사이였다. 이로 인해 한동안 아버지에 대한 분노에 휩싸여 차갑게 대하였지만 청와대 정책실장 직을 맡고 있는 아버지를 향한 존경심은 변함이 없었다. 하지만 13회에서 아버지가 국가 반역죄로 체포되어 NTS로 호송되던 도중 아테나 집단의 피격으로 아버지가 그 자리에서 사망하자 재희는 오열 하며 아버지의 죽음을 눈앞에서 지켜봐야 했다. 17회에서는 NTS에 난입한 앤디가 오수경 실장에게 폭탄 조끼를 입히려 하자 자신이 폭탄 조끼를 입어 폭탄이 설치된 조끼를 폭탄 해체 전까지 입는다. 아버지를 눈앞에서 잃은 충격과 폭탄 조끼로 인해 목숨을 잃을 뻔 했던 기억에 의지와 다르게 트라우마에 시달리기도 하였다. 결국 그녀는 손혁에게 복수를 다짐하게 되고 19회에서 손혁 일당의 아지트를 습격하여 미사일 발사를 막아내고 총격전을 벌이지만 손혁과 앤디가 쏜 총에 맞아 사망한다.(†)
- 김민종 : 김기수 역 - 前 조선민주주의인민공화국 대외정보조사부(35호실) 요원

귀순 이전에는 조선로동당 간부 출신인 아버지 덕택에 오렌지족으로 해외에서 사치스러운 생활을 누렸지만, 작전 도중에 대한민국 측 정보요원들에 의해 체포되었다. 귀순 후 자본주의에 물들어서 가리봉동에서 비밀리에 마작방을 운영하고 있으며 '놀쇠'라는 별명을 갖고 있다. 과거 35호실 요원 시절 유럽정보통으로 활동하였던 경력 때문에 이탈리아 대통령 딸 구출 작전에 강제 투입된 기수는 자신의 비즈니스를 위해 어쩔 수 없이 이정우의 파트너가 된다. 심지어 미국 국가정보국(DIS) 몰래 정우, 재희와 함께 대통령 딸 구출 작전에 돌입했던 기수는 총을 가지고 허세를 부리다가 결국 오발탄을 발사하여 테러리스트들은 물론 작전에 참여한 DIS 요원들까지 혼돈에 빠지며 최대 위기에 봉착한다. 남한에서는 박철영 중장이 지시한 임무를 수행하기도 하였다. 18회에서는 기수가 북한 공작원들에 의해 암살 위기에 처했지만 박철영의 도움으로 목숨을 구하게 된다. 이후 박성철 팀장이 손혁에 의해 살해 당하자 기수는 손혁에 대해 복수를 다짐한다. 마지막에 혜인을 도와주고 기수는 남한에서의 생활을 모두 정리한 뒤 남한을 떠나게 된다.
- 최시원 : 김준호 역 - 국가대테러정보원(NTS) 지원파트 I&A CS실 요원

재희의 후배이기도 하다. NTS의 황태자를 꿈꾸는 엘리트 신입요원. 첩보원의 세계를 동경하여 요원이 되기를 꿈꾸던 중 다른 요원들과 달리 국정원이나 특수부대를 거치지 않고 NTS로 바로 입사한 신입요원이다. 자신만만하고 천재적인 선배 이정우를 인생의 멘토로 여기며 그의 말이라면 무조건 따르는 인물이다. 어린 나이와 짧은 경력에도 불구하고 잘 생긴 외모와 비상한 두뇌로 NTS 여자 선배들의 사랑을 독차지한다. 그는 과거 한 인질극 사건 때 재희와 함께 인질극 사건 현장에 투입되었다. 인질극 사태에서 인질범을 총으로 정확히 조준 사격하였지만 인질범이 잡고 있던 총의 방아쇠가 당겨지는 바람에 인질마저 죽게 했던 아픈 기억 즉 트라우마를 가지고 있어서 한 동안 총을 잡지 못하게 되었다. 현장요원으로 복귀에 깊은 고민을 하였지만 이후 강철환 실장의 지시로 인해 재희가 그에게 현장요원으로 복귀 할 것을 권하여 준호는 오랜 고심 끝에 다시 현장요원으로 복귀한다.

### 주변 인물
- 이정길 : 조명호 역 - 대한민국의 대통령

전작 아이리스에서 대통령이 된 후 이번 작품에서도 대통령으로 등장하였다. 전작에서는 대통령선거 유세 때와 남북정상회담 때 아이리스로부터 암살될 뻔 하였으나 현준과 사우의 도움으로 목숨을 건진 일이 있으며, 14회 인천대교에서 아테나로부터 또 다시 살해 위기를 맞을 뻔 했으나 정우와 준호의 도움으로 목숨을 건진다. 이후로 테러에 대한 응징을 표명하게 되었다.
- 김영애 : 최진희 역 - 청와대 대통령 비서실장

3년 전 폭사(爆死)로 사망한 정형준 비서실장의 후임 비서실장이자 대한민국 최초의 여자 대통령 비서실장이기도 하다. 대통령 곁에서 그의 결단을 지지하며 신형 원자로를 둘러싼 계획을 실현 시키기 위해 노력하는 인물이다. 권용관에게 국가대테러정보국 (NTS) 국장으로 추천하였던 인물로 그와는 이전부터 긴밀한 관계를 맺고 있다.
- 전국환 : 한정필 역 - 청와대 정책실장

한재희의 아버지. 대통령의 국내외 정책 수립시 정책 개발 및 분석을 보좌한다. 국정원 현장 요원 시절 국제마약조직을 검거한 이후 일어난 국제마약조직의 보복 살인사건으로 아내를 잃은 옛 기억 때문에 정우와 재희의 결혼을 반대하였다. 13회에서 국가대테러정보국(NTS) 요원들의 추적으로 인해 자신이 아테나라는 정체가 밝혀져 국가반역죄로 체포되기 前 아테나의 수칙대로 음독 자살을 시도 하지만 재희와 정우의 제지로 실패한다. 그는 체포되어 NTS로 호송되던 도중 손혁이 한정필의 정체가 발각되자 그의 증언을 막기 위해 암살을 계획하고 아테나가 재희와 아버지가 함께 탑승한 차량을 목표로 피격하여 그 자리에서 사망한다.(†)
- 유동근 : 권용관 역 - 국가대테러정보원(NTS) 국장

별칭 권박사 또는 닥터권. 3년 전 코드네임 B1. 3년 전 일본에서 손혁과 김명국 박사 구출 작전으로 추격전을 벌였던 악연을 맺고 있다. 이후 그는 고기 잡이를 하며 딸 지민이와 함께 시골 바닷가에서 조용히 지내던 중 최진희 대통령 비서실장의 NTS 국장직 추천과 권유를 받아들여 NTS 국장이 된다. 탁월한 직관력과 과감한 업무 진행 능력으로 인정받고 있지만 때로는 알 수 없는 비밀스러운 작전을 펼치기도 한다. 권국장은 정우의 아버지인 이철호와 국정원 요원으로 함께 일하던 동료였다. 지난 1983년 10월 9일 미얀마에서 발생한 아웅 산 묘역 폭탄테러사건 때 권국장은 사건 현장에 있었지만 이철호 요원만 순직 하고 그는 다행히 목숨을 건졌다. 권국장은 현재까지 자신만 목숨을 건졌다는 죄책감을 크게 느끼고 있다.
- 박용기 : 유광호 역 - 청와대 외교안보수석비서관

통일, 외교, 안보, 국방 및 교민 업무를 보좌한다. 전작 아이리스에서 국가안전국(NSS) 국장 백산이 아이리스 사건으로 체포된 직후 NSS 국장 권한대행을 맡았던 적이 있었다. 일에 대해서는 원리와 원칙을 중요시하는 철저한 신념을 갖고 있다.
- 박용수 : 황호영 역 - 청와대 정무수석비서관

대 국회, 정당 관련업무 보좌. 행정 및 치안 업무를 보좌한다.

### 국가대테러정보원 (National anti-Terror Service, NTS)
- 최용민 : 남동식 역 - 부국장

권용관 국장이 정식으로 국장직에 취임하기 전에 그가 임시 국장직을 수행하였다. 애국심이나 투철한 직업관 보다는 NTS 내에서 자신의 위치가 위태롭지 않기만을 바라는 인물이다. 1회에서는 피의자였던 장기석의 조사 도중 폭행사건으로 인하여 박성철 팀장과 정우를 엄청 혼내기도 하였다.
- 정호빈 : 강철환 역 - 실장

권국장의 오른팔이자 정보통인 인물. 17회와 20회에서 테러리스트가 NTS 내에 습격하여 위기를 맞았을 때 권국장의 옆을 끝까지 지켜내려는 의기투철한 모습을 보인다. 그는 차분하고 냉정한 판단력으로 NTS 현장 요원들과 작전을 펼친다. 전작 아이리스에서는 국가안전국(NSS) 요원인 김현준, 진사우 그리고 NSS 국장이었던 백산을 조사하였던 담당 국가정보원(NIS) 요원으로 등장하였으며 NTS가 설립이 된 이후 NTS 실장으로 차출된다.
- 이한위 : 박성철 역 - 현장파트 1팀장

정우와 파트너 역할을 했던 인물이며 김기수와는 절친한 의형제격 사이로 마작방에 사적으로 왕래했던 적이 있다. 기수의 도움으로 박팀장의 아이들을 외국으로 유학을 보내기도 하였다. 16회에서 정우, 기수와 함께 손혁 일당을 체포 하려던 도중 손혁에게 칼을 맞아 사망한다.(†)
- 손지훈 : 홍진석 역 - 현장파트 2팀장 & NTS 특수요원

이정우와 라이벌 관계의 NTS 특수요원. 아테나가 NTS를 습격 하자 권용관 국장, 강철환 실장과 함께 비전투 요원들을 세이프룸으로 대피 시키기 위해 엄호 하다 아테나 조직원이 쏜 소총에 맞아 부상을 입고 강철환 실장의 부축을 받아 세이프룸으로 무사히 대피한다.
- 김진근 : 박석호 역 - 지원파트 I&A(Intelligence&Analysis) CS실 실장
- 오윤아 : 오수경 역 - 지원파트 과학수사실 실장

못하는 일이 없는 천재적인 두뇌 소유자이기도 하다. 권용관 국장이 가장 신뢰하는 요원 중 한 명으로 이중적인 매력을 가졌다. 가족들과 함께 아테나에 납치 당하지만 준호와 태현에 의해 모두 구출된다.
- 이지현 : 박신혜 역 - 지원파트 I&A CS실 요원
- 도예성 : 정경원 역 - 지원파트 I&A CS실 요원
- 오선화 : 영미 역 - 지원파트 I&A CS실 요원
- 오창석 : 이동훈 역 - 요원

정우와 함께 오수경 실장 납치사건을 조사 중이던 준호와 태현을 지원하러 나가다가 NTS를 습격한 아테나 테러범들과 교전 중 앤디가 쏜 총에 맞고 그 자리에서 사망한다.(†)
- 유하진 : 과학수사실 요원 역
- 김단비 : 요원 역
- 김다영 : 요원 역
- 한유림 : 요원 역
- 양기원 : 요원 역
- 이호정 : 요원 역
- 김준표 : 요원 역
- 김민성 : 요원 역
- 정대성 : 요원 역
- 최재현 : 요원 역
- 이대광 : 요원 역
- 최건우 : 블랙2 역

코드네임 B2. 3년 전, 일본에서 권용관 국장(당시 권용관 박사)과 함께 김명국 박사의 구출 작전에 함께하였던 요원이었다. 주차장에서 대기 중 B1의 명령에 의해 정문으로 차량 이동을 시도하다 자동차 아래 폭발물에 의해 차 안에서 폭사한다. (†)
- 조덕제 : 블랙3 역

코드네임 B3. 3년 전, 일본에서 권용관 국장(당시 권용관 박사)과 함께 김명국 박사의 구출 작전에 함께하였던 요원이었다. 김명국 박사 구출 작전 중 건물 내부에서 엘리베이터 등을 제어하다 혜인의 권총에 사망한다. (†)
- 김아영 : 블랙4 역

코드네임 B4. 3년 전, 일본에서 권용관 국장(당시 권용관 박사)과 함께 김명국 박사의 구출 작전에 함께하였던 요원이었다. 구출 작전 당시 저격을 담당하였다. 블랙2가 김박사를 구출하는 것을 확인하고 현장을 철수하려 던 순간 맞은편에서 대기하고 있던 혜인이 쏜 저격총에 사망한다. (†)
- 추성훈 : 블랙5 역

국정원(NIS) 요원. 코드네임 B5. 1회에서 손혁과 한 화장실에서 결투를 하였지만 손혁이 쏜 마취 침에 맞고 쓰러진다. 그는 마취 침에 맞고 죽은 줄로 알았지만 손가락이 움직인 것으로 보아 목숨은 붙어있다는 암시를 보였다. 이후 권국장의 긴급 호출로 다시 부활하여 폐쇄된 지하철 역에서 아테나 조직원들과 육탄전과 총격전을 벌였지만 이정우를 보호 하려다 결국 아테나 조직원이 쏜 총에 맞아 사망한다. (†)
- 전문식 : 블랙6 역 - 코드네임 B6
- 최강창민 : 최태현 역 - 국정원 소속 폭탄, 폭약 전문가

폭탄, 폭약 외에도 지식이 풍부하여 다른 분야에서도 다재다능한 요원이다. 준호와 같은 국정원 동기이기도 하다. 16회에서 재희가 입고 있던 폭탄을 제거 시키는데 결정적인 도움을 줘 폭탄을 제거할 수 있었다. 이후 손혁이 테러를 추가로 감행하겠다는 경고를 하자 NTS가 국정원에 지원 요청을 하였고 그는 아테나 관련 수사에 합류하게 된다.

### 아테나 (ATHENA)
- 션 리차드 : 앤디 역 - 미국 국가정보국(DIS)의 동아시아 지부 특수요원

손혁의 오른팔이기도 하다. 손혁의 지시에 따라 어떠한 상황에서 든 주어진 일을 소화 해내며 아테나 조직의 일원으로 의리 있고 의협심이 강한 조직원이다. 16회 때 몸에 폭발물을 소지한 채 NTS 건물에 난입, 자살 폭탄 테러를 일으켜 난동을 부리기도 했으며 이후 NTS를 재 습격 하여 정우와 함께 있던 이동훈을 살해하고 정우에 의해 사살된다.(†)
- 이호성 : 필립 역 - 조직원

손혁이 혜인으로 인해 흔들리기 시작하자 아테나 지도부는 손혁을 아테나로 이끌었던 필립을 대한민국으로 보내 은밀한 명령을 수행할 것을 지시한다. 손혁을 제거하려고 하였지만 그 반대로 반역을 일으킨 손혁에 의해 살해 당한다.(†)
- 정찬우 : 철규 역 - 테러 조직원
- 임성규 : 오대식 역 - 테러 조직원
- 아놀드 홍 : 석준 역 - 테러 조직원
- 김윤태 : 제롬 역 - 테러 조직원
- 김신우 : 형준 역 - 테러 조직원
- 정만식 : 재혁 역 - 테러 조직원
- 김시아 : 미경 역 - 테러 조직원
- 조용재 : 태석 역 - 테러 조직원
- 이한갈 : 영호 역 - 테러 조직원
- 이한솔 : 영민 역 - 테러 조직원
- 최진호 : 테러 조직원 역
- 안진경 : 테러 조직원 역

손혁의 오른팔이자 테러용 미사일을 제조하는 여성 조직원. 마지막에서 미사일을 발사하려고 했지만 정우에 의해 사살된다.(†)
- 김구택 : 테러 조직원 역
- 더글라스 데이 스튜어트(Douglas Day Stewart) : 아테나 수장 역

### 미국국가정보국 (DIS)[8]
- 연민지 : 제시카 역 - 미국 국가정보국(DIS)의 동아시아 지부 특수 요원

주로 손혁에게 브리핑을 수시로 보고 하는 담당을 하였다. 10회에서 손혁이 김명국 박사 문제로 일본에 체류할 때 그녀는 손혁의 행동을 수상하게 여기고 조사를 하던 도중 손혁의 사무실에서 손혁에게 발각되어 목졸려 살해 당한다. (†)

### 대한민국청와대
- 이보영 : 조수영 역

이탈리아 비첸차에서 유학 중인 대한민국 대통령의 딸이며 비첸차대학에서 건축학을 전공중이였다. 이탈리아 비첸자에서 정우와 기수가 작전을 펼치던 도중 그녀를 처음으로 만났다. 손혁이 김명국 박사의 신병 인도를 위해 아테나 테러범들에게 그녀의 납치를 사주하였고 테러범들에게 납치되지만 미국 국가정보국(DIS)과 정우, 기수, 재희에 의해 구출된다. 기수는 그녀를 "공주님"이라고 불렀다.
- 정한용 : 정형준 역 - 前 청와대 비서실장

1회에서 김명국 박사 구출 작전에 적합한 인물로 前 특수 요원 출신인 권용관 국장(당시 권용관 박사)을 대통령에게 직접 추천 하기도 하였다. 전작 아이리스에서 홍수진이 킬러 빅에게 의뢰하여 킬러 빅에 의해 폭탄이 장착된 차량을 탑승 한 후 시동을 걸자 차량이 폭발하여 그 자리에서 폭사(爆死)당했다. 이후 대통령 비서실장직에 최진희 실장이 실장직을 맡고 있다.
- 명지연 : 홍수진 역 - 前 청와대 홍보기획비서관

전작 아이리스에서 아이리스의 비밀 스파이로 암약하였으며 직접 대통령 암살을 시도 하기도 하였지만 국가안전국(NSS)의 현준에 의해서 사살되었다. 1회에서는 대통령에게 김명국 박사의 구출 작전을 직접 권유하기도 하였으며 김박사가 남한 연구진들과 함께 공동으로 신형 원자로 사업에 참여하면 완성 시기를 획기적으로 앞당길 수 있다고 말을 하였다.

### 조선민주주의인민공화국
- 김소연 : 김선화 역 - 前 조선민주주의인민공화국 호위부 작전 공작원

전작 아이리스에서는 헝가리에서 발생한 윤성철 암살 사건으로 파면되었지만 박철영의 도움으로 복귀한 적이 있었다. 전작의 마지막에서 북으로 돌아갔던 선화는 최고의 공작원이었던 자신의 모든 과거를 버리고 뉴질랜드로 떠나 남편과 결혼한 이후 남편, 딸 새미와 함께 평화로운 삶을 살아왔다. 하지만 김정은 대장 동지의 국외에 있는 탈북한 주요인력들을 제거하라는 지시에 조선민주주의인민공화국 공작원들이 선화의 집을 급습하여 그녀를 제거하려고 하였고 선화를 제외한 남편과 딸은 공작원들이 쏜 총에 사망하고 만다. 이후 선화는 우연히 죽은 공작원의 전화기에서 철영의 전화를 받게 되고 철영이 암살 지시를 한 것이 아님에도 불구하고 선화는 철영이 암살 지시한 것으로 오해한다. 결국 선화는 철영에 대해 복수를 다짐하게 되고 이후 그녀가 어디로 갔는지는 알려지지 않았으나, 후속편인 아이리스 2에서 다시 등장하게 된다.
- 김승우 : 박철영 역 - 조선민주주의인민공화국 호위부 호위 팀장

부드럽고 날카로운 카리스마가 공존하는 북측 최고의 첩보 요원. 유럽에서 다년간 유학한 경험으로 다국어 구사에 능통하고 자본주의의 음악과 패션에도 조예가 높은 철영은 국방 위원장의 호위 팀장 출신으로 조국과 신념을 위해서 라면 목숨까지 내놓을 수 있는 인물로, 그에게 최고의 가치는 민족 스스로 이루는 자주적인 통일이다. 전작 아이리스에서는 헝가리에서 발생한 윤성철 경호 실패로 한번 좌천되었다가 연기훈에 의해 복직 된 적이 있었다. 호위 팀장 시절 자신이 데리고 있던 선화에 대해서는 연민을 느끼고 있다. 남한에서는 기수에게 임무를 지시하기도 하였다. 김정은 대장 동지의 지시로부터 선화를 보호하려다 오히려 선화에게 오해를 사고 만다.
- 이재용 : 김호빈 역 - 조선민주주의인민공화국 특사 겸 인민무력부 대장

14회에서 박철영이 기수에게 김호빈 특사를 암살 할 것을 지시하여 기수는 철영의 지시대로 김호빈 특사를 암살하였으며 김특사는 기수의 총을 맞고 그 자리에서 사망한다. 박철영의 말에 의하면 김특사는 공화국에서 실세이지만 절대로 권력의 중심에 서서는 안 되는 인물이며, 공화국의 충성심보다는 개인의 욕심이 앞선 인물로 만약 김정은 동지의 배후 밑에서 권력을 휘두르게 되면 공화국의 미래가 암담해질 수 밖에 없다고 하였다.(†)
- 박성웅 : 진영 역 - 조선민주주의인민공화국 호위부 요원

박철영의 부하이기도 하다. 17회에서 기수와 철영의 대화 내용을 도청하여 선화를 먼저 죽이려는 의도를 가지고 있었다. 이후 진영은 선화 암살 관련 사건으로 인해 호위부에 감금된다.
- 공정환 : 서민혁 역 - 前 조선민주주의인민공화국 해외 정보부 요원

3회에서 죽은 아야치와 함께 이탈리아에서 대통령 딸을 납치한 테러단의 리더이다. 김명국 박사의 신병을 인도 받기 위해 대통령 딸을 납치하였으나 미국 국가정보국(DIS)과 이정우에 의해 사살된다. (†)
- 권범택 : 김명국 역 - 핵 물리학자 및 前 북한 원자력연구소 소장

홍승룡과 마찬가지로 남측으로 망명을 요청한 북측 핵 물리학자 및 前 북한 원자력연구소 소장이다. 3년 전 망명 요청을 하였을 때 김박사는 일본에서 대한민국측 요원들과 접촉할 예정이었으나 이를 알아챈 러시아의 연방보안국(FSB)에 의해 감금 당해서 억류되고 만다. 하지만 홍승룡과는 달리 김명국은 권용관 국장(당시 권용관 박사)의 도움으로 남한으로의 망명에 성공하여 국가대테러정보원(NTS)의 증인보호프로그램(WPP)에 보호 받고 있었지만 일본에서 손혁의 테러리스트들에게 납치된다. 9회에서 정우와 테러리스트 간의 인질과 무기 맞교환 현장에서 테러리스트가 쏜 총에 맞아 사망한다. (†)
- 조원희 : 홍승룡 역

1회에서 남측으로 망명을 요청한 북측 핵 물리학자였지만 헝가리에서 대한민국으로 가는 비행기에 탑승하기 전 킬러 빅에 의해 살해 당한다. (†)
- 최우준 : 리광철 역

### 그 외 인물
- 김태희 : 최승희 역
- 리키 김 : 샤샤 역

2회, 3회에 출연하였던 러시아 마피아 조직의 보스이다. 몇 년 전 재희가 국정원 요원 시절 러시아에서 작전을 수행하였을 때 샤샤와 그의 아버지가 화재로 인해 사망하는 일이 있었다. 샤샤만 살아 남아서 화상 입은 얼굴을 성형수술하여 바꾸고 이름을 빅토르 서브첸코로 개명하였다. 마피아 조직 보스이지만 러시아 연방보안국(FSB)에게 김명국 박사의 소재를 추적하라는 지시를 받아 대한민국에서 작전을 수행 중이었다. 부산에서 정우와 결투를 벌이기도 하였으며 3회에서는 재희에게 복수를 하려고 하였지만 이를 알아챈 정우에 의해 그 자리에서 사살된다. 재희는 처음에 빅토르 서브첸코가 몆년 전 러시아에서 화재로 죽은 줄로만 알았던 샤샤란 사실을 전혀 몰랐지만 국가대테러정보원(NTS)에서 빅토르 서브첸코가 샤샤라는 것을 사진을 대조하여 이 사실을 알게 되었다. (†)
- 박철민 : 장기석 역

1회, 6회, 10회, 11회, 12회, 15회에 출연. 기수의 마작방을 자주 왕래하였던 타짜 전문가이다. 1회에서는 이정우에 의해 체포되어 국가대테러정보원(NTS) 내에서 취조를 받던 도중 조사에 비협조적이자 정우와의 내기에서 얻어 맞은 일이 있었다. 그는 타짜 이외에 신분 위조도 전문가 못지 않게 하며 12회에서는 은행 금고 관련 일로 기수를 직접 도와주기도 하였다.
- 진구 : 장혁준 역

7회에 일본에서 김명국 박사를 보호하던 국정원 블랙 요원으로 출연.
- 정동규 : 핵물리학자 역

13회에 두산 중공업 핵 물리학자로 출연.
- 유태웅 : 박경호 역

17회에 김선화의 남편으로 출연. 선화의 과거에 대해 전혀 모르고 있었다. 17회에서 조선민주주의인민공화국 공작원들이 국외에 있는 탈북한 주요 인력들을 제거하려 선화의 집을 급습하였을 때 경호는 그들과 싸우는 선화의 본 모습을 처음 보았으며 딸 새미와 함께 공작원들이 쏜 총에 의해 사망하고 만다. (†)
- 김윤성 : 민구 역 - 기수의 마작방에서 일하는 기수의 부하
- 김양우 : 타짜 역 (11회)
- 김병만 : 놀이공원 사격의 달인 운영자 역 (1회)
- 류담 : 놀이공원 사격의 달인 운영자 역 (1회)
- 보아 : 연예인 역 (7회, 8회)

처음에는 이정우에게 매우 차갑게 대했으나 그녀가 테러집단의 공격 때 위험에 처하자 정우에 의해 목숨을 구하게 되었다. 이후 정우를 온화하게 대해준다.
- 허태희 : 보아의 매니저 역 (7회, 8회)
- 김경룡 : 형사 역 (13회)
- 온유, 태민 (7회)
- 송영길 (인천광역시장)

14회에 인천대교 총책임자로 출연.
- 함진성 : 대통령 요원 역
- 김성오
- 진예솔

## 시청률
최저 시청률과 최고 시청률은 시청률 조사회사와 지역별로 시청률에 차이가 있을 수 있습니다.
| 2010년          | 2010년      | 2010년         | 2010년       | 2010년         | 2010년       |
| 회차            | 방송일      | TNmS 시청률    | TNmS 시청률  | AGB 시청률     | AGB 시청률   |
| 회차            | 방송일      | 대한민국(전국) | 서울(수도권) | 대한민국(전국) | 서울(수도권) |
| --------------- | ----------- | -------------- | ------------ | -------------- | ------------ |
| 제1회           | 12월 13일   | 25.9%          | 26.2%        | 22.8%          | 23.3%        |
| 제2회           | 12월 14일   | 25.4%          | 25.8%        | 21.1%          | 22.7%        |
| 제3회           | 12월 20일   | 20.2%          | 20.7%        | 18.5%          | 20.2%        |
| 제4회           | 12월 21일   | 19.8%          | 19.9%        | 19.4%          | 20.7%        |
| 제5회           | 12월 27일   | 19.0%          | 18.8%        | 17.6%          | 18.3%        |
| 제6회           | 12월 28일   | 18.7%          | 18.2%        | 18.6%          | 19.6%        |
| 2011년          |             |                |              |                |              |
| 제7회           | 1월 3일     | 15.1%          | 18.8%        | 16.3%          | 17.2%        |
| 제8회           | 1월 4일     | 15.1%          | 18.4%        | 16.7%          | 17.7%        |
| 제9회           | 1월 10일    | 13.8%          | 16.0%        | 15.2%          | 15.1%        |
| 제10회          | 1월 11일    | 12.4%          | 13.7%        | 13.8%          | 13.9%        |
| 제11회          | 1월 17일    | 13.0%          | 13.7%        | 14.7%          | 15.1%        |
| 제12회          | 1월 18일    | 11.9%          | 12.9%        | 13.9%          | 14.3%        |
| 제13회          | 1월 24일    | 13.3%          | 13.6%        | 14.8%          | 15.9%        |
| 제14회          | 1월 31일    | 11.4%          | 12.9%        | 12.8%          | 12.9%        |
| 제15회          | 2월 1일     | 11.8%          | 13.1%        | 13.6%          | 14.1%        |
| 제16회          | 2월 7일     | 12.7%          | 14.6%        | 15.4%          | 16.1%        |
| 제17회          | 2월 8일     | 13.6%          | 15.7%        | 15.6%          | 16.8%        |
| 제18회          | 2월 14일    | 11.8%          | 13.1%        | 14.2%          | 15.2%        |
| 제19회          | 2월 15일    | 11.5%          | 12.5%        | 14.0%          | 14.2%        |
| 제20회          | 2월 21일    | 12.4%          | 14.1%        | 13.3%          | 13.4%        |
| 평균 시청률     | 평균 시청률 | 15.4%          | 16.6%        | 16.1%          | 16.8%        |
|                 |             |                |              |                |              |
| 스페셜 (2011년) |             |                |              |                |              |
| 제1회           | 1월 25일    | 4.3%           | 5.7%         | 5.4%           | 5.9%         |

## 사운드 트랙
| #  | 제목                      | 작사               | 작곡                       | 가수               | 재생 시간 |
| -- | ------------------------- | ------------------ | -------------------------- | ------------------ | --------- |
| 1. | 〈널 사랑한다〉           | 강은경             | 김도훈, 황세준             | 박효신             | 4:03      |
| 2. | 〈사랑해요 (I Love You)〉 | 안영민             | 안영민                     | 태연               | 3:22      |
| 3. | 〈내려놔요〉              | 브라운 아이드 소울 | 브라운 아이드 소울, 전홍준 | 브라운 아이드 소울 | 4:50      |
| 4. | 〈아테나 (Athena)〉       | 황현               | 황현                       | 동방신기           | 3:37      |
| 5. | 〈Please〉                | 황성진, 정태원     | 이상열, 박진실, 장재인     | 장재인             | 4:21      |
| 6. | 〈Get Ready〉             | 슈프림팀           | 최동훈                     | 슈프림팀           | 4:03      |
| 7. | 〈화살 (Arrow)〉          | 강타               | 강타                       | 강타               | 4:36      |
| 8. | 〈주문〉                  | 방시혁, 서윤미     | 방시혁                     | 백찬               | 2:57      |

## 수상 경력
- 2011년 SBS 연기대상 10대 스타상 , 여자 최우수상 수애
- 2011년 SBS 연기대상 10대 스타상 최시원

## 이모저모

### 드라마 가상 / 가공단체 및 집단
- 국가대테러정보원(NTS, National anti-Terror Service)

대한민국 서울에 본부를 두고 있으며 대한민국 정부가 대테러 방지를 목적으로 설립한 특수 정보 기관이자 범국가 위기 방지 기관이다.
- 아테나(ATHENA)

전 세계의 에너지 시장을 장악한 국제 대테러 조직으로서 대한민국의 한국형 신형 원자로 개발을 방해 하는 세력이다. 그동안 베일에 가려져 있었다가 일부 세력인 손혁 일당이 모습을 드러내게 되어 NTS와 대결을 벌이게 된다.

### 기타
1회에서 시간적 배경은 지난 2009년 하반기에 방영한 KBS 2TV 수목 드라마인 아이리스의 3회, 4회와 연계되어 스토리가 시작되었다. 헝가리에서 홍승룡 박사가 망명을 요청한 이후 킬러 빅에 의해 암살되어 홍승룡 박사의 망명 작전이 실패되고 몆주 후 김명국 박사가 남한으로 망명 요청을 시작으로 스토리가 시작된다. 아이리스에서는 남북한의 불화와 대립으로 인한 핵 문제를 모티브로 다루었다면, 아테나: 전쟁의 여신에서는 신형 원자로를 모티브로 다루었다.

## 편성 변경
- 2011년 1월 25일 방송분은, 당초 제14회가 방송할 예정이었지만, 정우성의 부상으로 인해 스페셜 〈풀리지 않은 비밀〉 편으로 대체 편성되었다.[23]

## 같이 보기
- 아이리스(2009년) : 이병헌, 김태희, 정준호, 김승우, 김소연, 최승현, 김영철 주연의 아이리스 시리즈 1편.
- 아이리스 2(2013년) : 장혁, 이다해, 이범수, 오연수, 윤두준, 임수향, 이준, 김영철 주연의 아이리스 시리즈 2편

## 동시간대 드라마
- KBS 월화드라마

《매리는 외박중》 (2010년 11월 8일 ~ 2010년 12월 28일)
《드림하이》 (2011년 1월 3일 ~ 2011년 2월 28일)
- MBC 월화드라마

《역전의 여왕》 (2010년 10월 18일 ~ 2011년 2월 1일)
《짝패》 (2011년 2월 7일 ~ 2011년 5월 24일)